# آرماندو فرانچولی
آرماندو فرانچولی (ایتالیایی: Armando Francioli؛ ‏ ۲۱ اکتبر ۱۹۱۹ – ۶ آوریل ۲۰۲۰) یک هنرپیشه اهل ایتالیا بود.
از فیلم‌ها یا برنامه‌های تلویزیونی که وی در آن نقش داشته‌است می‌توان به تاجر ونیزی، رم ساعت ۱۱:۰۰ و میلیدی و تفنگدارها اشاره کرد.